# Hino da Independência do Brasil
O Hino da Independência é uma canção patriótica oficial comemorando a declaração da Independência do Brasil. A letra do Hino da Independência, escrita pelo jornalista e político Evaristo da Veiga (1799–1837) em agosto de 1822, recebeu inicialmente o título de "Hino Constitucional Brasiliense", com música de Marcos Portugal. Foi transformado em Hino da Independência, musicado por D. Pedro I, em 1824. Com a Proclamação da República, o hino foi gradativamente abandonado. Somente em 1922, quando do centenário da independência, ele voltaria a ser executado.

## História

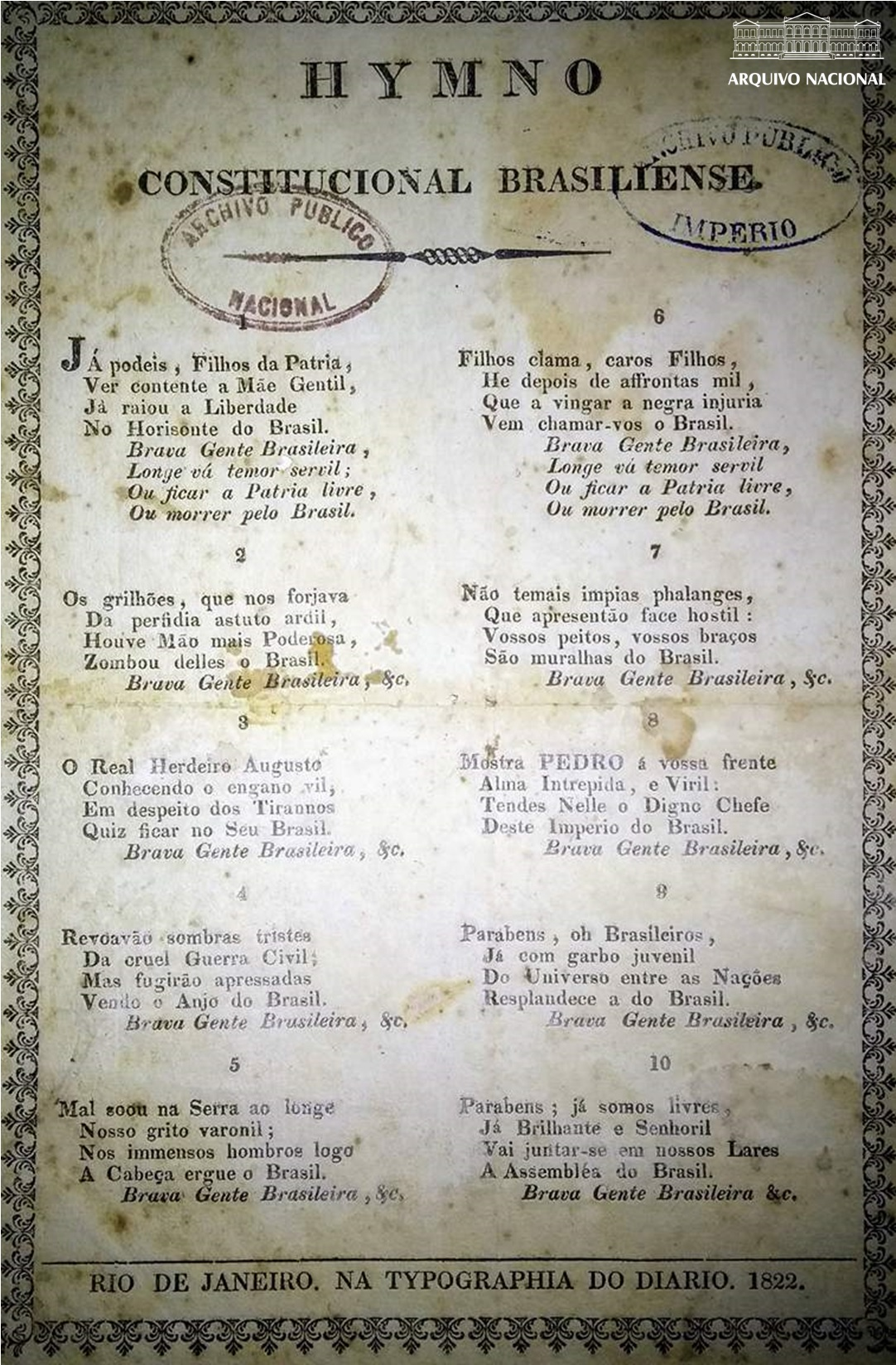
Hino Constitucional Brasiliense. Rio de Janeiro: Typographia do Diário, 1822.

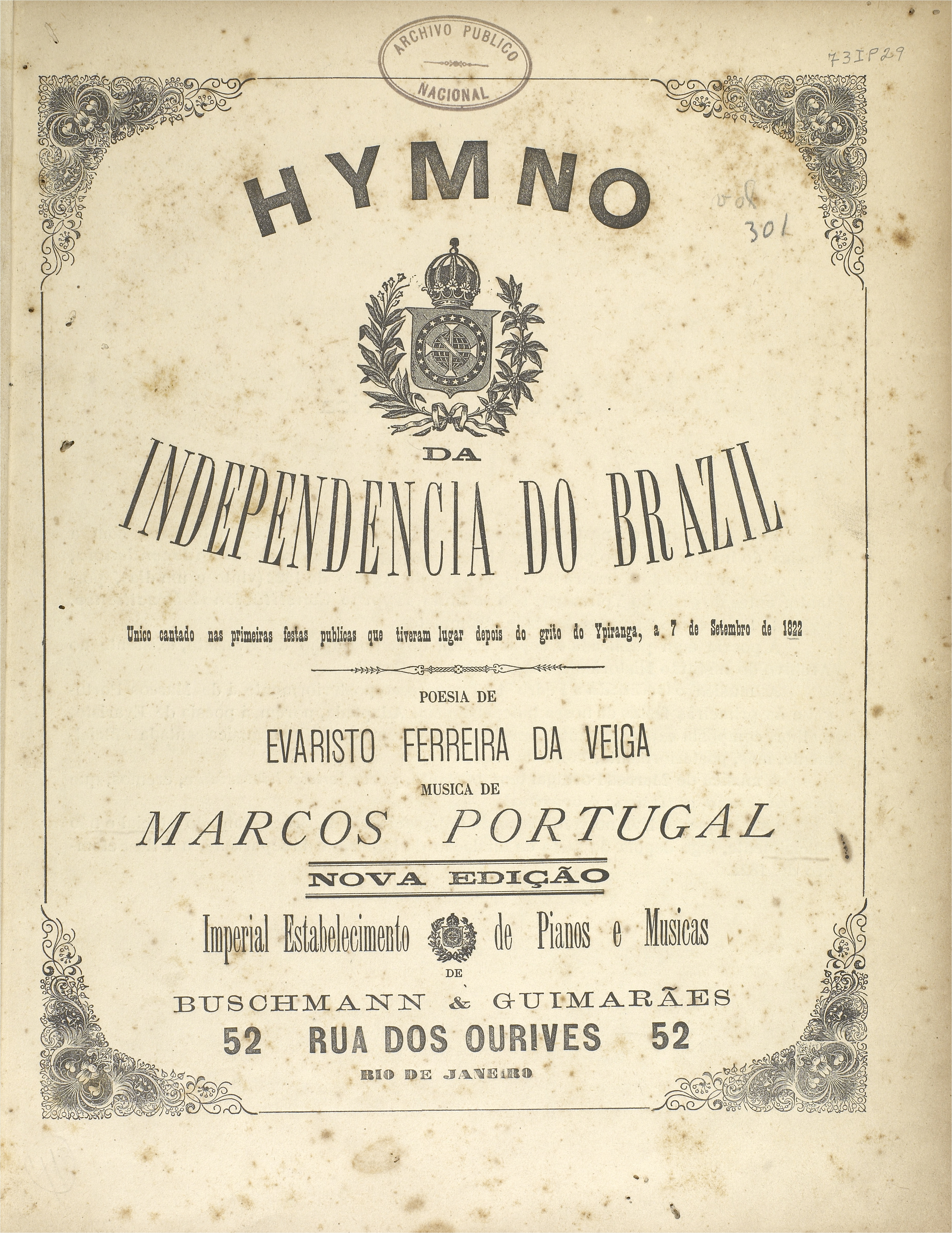
Livreto do Hino da Independência do Brasil. Sob a guarda do Arquivo Nacional.

De acordo com uma versão divulgada por Eugênio Egas em 1909, a música teria sido composta pelo Imperador na tarde do mesmo dia da Independência do Brasil, 7 de setembro de 1822 (quando já estava de volta a São Paulo vindo de Santos), tendo sido partiturado às pressas pelo mestre de capela da Catedral de São Paulo, André da Silva Gomes, para execução na noite desse dia, na Casa da Ópera (ao pátio do Palácio do Governo, antigo Colégio dos Jesuítas), por cantores e uma pequena orquestra. A versão de Eugênio Egas, por outro lado, nunca foi referida nos jornais brasileiros de 1822 e nunca foi comprovada com documentação do período, tendo circulado somente a partir do início do século XX. A letra do Hino Constitucional Brasiliense foi publicada pela Typographia do Diário, em 1822, conforme documentação do Arquivo Nacional. 

De Pedro Américo: Independência ou Morte